# Bédouès
Bédouès is een plaats en voormalige gemeente in het Franse departement Lozère in de regio Occitanie en telt 312 inwoners (2004). De plaats maakt deel uit van het arrondissement Florac.

## Geschiedenis
Bédouès is op 1 januari 2016 gefuseerd met de gemeente Cocurès tot de gemeente Bédouès-Cocurès. 

## Geografie
De oppervlakte van Bédouès bedraagt 27,7 km², de bevolkingsdichtheid is 11,3 inwoners per km².
De onderstaande kaart toont de ligging van Bédouès met de belangrijkste infrastructuur en aangrenzende gemeenten.

## Demografie
Onderstaande figuur toont het verloop van het inwonertal.